# Epiblema ermolenkoi
Epiblema ermolenkoi es una especie de polilla del género Epiblema, familia Tortricidae.
Fue descrita científicamente por Kuznetzov en 1968.

## Distribución
Se encuentra en Rusia (Islas Kuriles, Kunashir y Sernovodsk).